# Dolichosudis
Dolichosudis is een monotypisch geslacht van straalvinnige vissen uit de familie van barracudinas (Paralepididae).

## Soort
- Dolichosudis fuliginosa Post, 1969